# ESO 239-2
ESO 239-2 (również AM 2246-490) – połączona para galaktyk, znajdująca się w konstelacji Żurawia w odległości około 550 milionów lat świetlnych od Ziemi. ESO 239-2 powstała prawdopodobnie w wyniku kosmicznego zderzenia lub długiego procesu łączenia się galaktyk. W ostatecznym wyniku tego procesu powstanie galaktyka eliptyczna. Na obecnym etapie jest to chaotyczna galaktyka z długimi, zniekształconymi ogonami pływowymi.